# حق اللجوء
حق اللجوء
 هو مفهوم قضائي قديم يقضي بإعطاء الشخص الذي يتعرّض للاضطهاد بسبب آرائه السياسية أو المعتقدات الدينية في بلده والتي قد تكون محمية من قبل سلطة أخرى ذات اسيادة أو بلد أجنبي الفرصة له للتعبير عن  آراءه.
اعترفَ المصريون، الإغريق والعبرانيون بحق اللجوء أو ما كان يُعرف بحماية المضطهدين من الإجراءات القانونيّة. اعتُمدَ هذا المبدأ فيما بعد تأسيس الكنيسة المسيحية التي وضعت قواعد مفصلة لكيفية الحصول على حِماية أو لجوء. قرّرَ مجلس أورلينز عام 511 بِحضور كلوفيس الأول أنّ حق اللجوء يُمكن أن يمنح لأي شخص طلبه في حالة ماَ تعرّض لتهديد مباشر بالقتل لسببٍ – مثلَ السرقة والخيانة الزوجية – أو بدون سبب. بشكلٍ عام فلكلّ شخص الحق في طلب اللجوء والتمتع به في بلدان أخرى وهذا ما أكّدت عليهِ الأمم المتحدة في الإعلان العالمي لحقوق الإنسان عام 1948 ثمّ الاتفاقية الخاصة بوضع اللاجئين عام 1951 وكذَا البروتوكول الخاص بوضع اللاجئين عام 1967. بموجب هذه الاتفاقات فإنّ اللاجئ هو الشخص الذي يعيشُ خارجَ بلده بسبب الخوف من الاضطهاد لعدّة أسباب بما في ذلك أسباب عرقية؛ طائفية؛ جنسية؛ دينية سياسية أو بسبب مُشاركتهِ في أنشطة اجتماعية مُعيّنة. جديرٌ بالذكرِ هنا أنّه ينبغي عدم الخلط بين اللجوء السياسي وقانون اللاجئين الحديث، والذي يتعامل مع التدفق الهائل من السكان إلى البلدان الأخرى أمّا حق اللجوء فهو حق يختص باهتمامات الأفراد ويقدَّم في كل حالة على حدة.

## اللجوء السياسي
تنصّ المادة 14 من الإعلان العالمي لحقوق الإنسان على أن لكل شخص الحق في طلبِ اللجوء والتمتع به في بلد/بلدان أخرى حتى لا يتعرّضَ للاضطهاد في بلدهِ الأم. حاولت الأمم المتحدة جاهدةً ضمان هذا الحق من خِلال دفع باقي الدول للتوقيع على عددٍ من التشريعات في هذا الإطار بما في ذلك الاتفاقية الخاصة بوضع اللاجئين التي سُنّت عام 1951 وكذَا البروتوكول المتعلق بأوضاع اللاجئين عام 1967. في ظل هذه الاتفاقات؛ فإنّ اللاجئ هو الشخص الذي يحتاجُ مغادرة بلدهِ (أو محل إقامته في حالة عديمي الجنسية) بسبب الخوف من الاضطهاد باحثًا في ذلك عن الحماية في دولة أخرى. للاضطهاد عدّة أسباب من بينها الاضطهاد على أساس العرق، الطائفة، الجنسية، الدين، أو حريّة الفكر أو المشاركة في أي مجموعة اجتماعية أو أنشطة اجتماعية. على الجِهة المتقاطعة؛ هناكَ ما يُعرف بمبدأ عدم الإعادة القسرية في القانون الدولي وهو مبدأ يُرغم معظم دول العالم على عدم إعادة المضطهدين إلى بلدانهم الأصليّة. تُعدّ هذهِ الشروط والمعايير أو المبادئ جزء أساسي منَ الاتفاقية الخاصة بوضع اللاجئين.

## دول اللجوء

### الاتحاد الأوروبي
وافقت الدول الأعضاء في الاتحاد الأوروبي على حقّ منح اللجوء للمضطهدين منذ أكثر من نصف قرن وذلك بعدَ تطبيق اتفاقية جنيف في 28 تموز/يوليو 1951 المتعلقة بوضع اللاجئين. ظهرت سياسات مشتركة في 1990 لها علاقة معَ اتفاقية شينجن التي «أزاحت» الحدود الداخلية بين دول الاتحاد ونصّت هذه السياسة المُشتركة على ضرورة قبول الدول للطلبات بعدَ النظر فيها حسب ما أقرتهُ المفوضية الأوروبية.

### فرنسا
تُعدّ فرنسا أول دولة تعترف بالحق الدستوري في اللجوء وذاكَ حسب ما جاءَ في المادة 120 من دستور 1793؛ علمًا أنّها اعترفت بهذا الحق بشكلٍ رسمي في دستور 1958 وكذا في دستور 1946. حسب ما وردَ في الدستور فإنّ حقّ اللجوء يكفلُ لأي شخص يُضطهد لسببٍ ما باللجوء إلى فرنسا أو دولة أخرى بعدَ دراسة ملفه. تلتزمُ فرنسا كذلك بالاتفاقات الدولية التي تنص على حق اللجوء مثلَ الاتفاقية الخاصة بوضع اللاجئين التي وقّعت عليها في عام 1952 وكذا معاهدة ماستريخت بالإضافة إلى بنود اتفاقية شينجن التي عرّفت عدة أمور داخل دول الاتحاد الأوروبي بما في ذلكَ سياسة الهجرة وأخيرًا ميثاق الحقوق الأساسية للاتحاد الأوروبي.
هناكَ بعض المعايير المتبعة في طلب اللجوء مما يُفسر رفض بعض الطلبات مُقابل قبول أخرى ويبقى السبب الرئيسي في هذه الثنائية (قبول/رفض) هوَ مقدار ونسبة الأمان داخل الدولة التي يُقيم فيها المضطهد.

## منظمات معنية بدراسة ملفات اللجوء

### المكتب الفرنسي لحماية اللاجئين وعديمي الجنسية
المكتب الفرنسي لحماية اللاجئين والأشخاص عديمي الجنسية (OFPRA) هو مؤسسة عامة إدارية فرنسية مسؤولة عن ضمان تطبيق اتفاقية جنيف في 28 تموز (يوليو) 1951 المتعلقة بوضع اللاجئين واتفاقية نيويورك لعام 1954 انااسمي مجاهدامين احمدمصلح انااقدم الجوءالادراسه والتعليم.967774034485

### مكتب المفوض العام لشؤون اللاجئين والأشخاص عديمي الجنسية (CGRS)
المؤسسة الحكومية المسؤولة عن البت في طلبات اللجوء في بلجيكا

## الروابط الإضافية
- مهاجر | بوابة الهجرة الناطق بالعربية